# Jasna Matić
Jasna Matić, cyr. Јасна Матић (ur. 14 stycznia 1964 w Belgradzie) – serbska konsultantka i polityk, w latach 2008–2011 minister telekomunikacji i społeczeństwa informacyjnego.

## Życiorys
Absolwentka szkoły średniej w Belgradzie i wydziału inżynierii lądowej Uniwersytetu w Belgradzie. Ukończyła studia MBA na Washington University in St. Louis. Pracowała jako projektantka i kierownik projektu, była później konsultantką Banku Światowego. W latach 2001–2002 pełniła funkcję doradczyni wicepremiera Miroljuba Labusa. Później do 2004 była zatrudniona w firmie doradczej Booz Allen Hamilton.
Należała do ugrupowania G17 Plus, wchodziła w skład jego zarządu głównego. Później działała w Zjednoczonch Regionach Serbii. W 2004 powołana na stanowisko dyrektora SIEPA, serbskiej agencji ds. inwestycji zagranicznych i promocji eksportu. W maju 2007 została sekretarzem stanu w resorcie gospodarki i rozwoju regionalnego. Od lipca 2008 do marca 2011 sprawowała urząd ministra telekomunikacji i społeczeństwa informacyjnego w  rządzie Mirka Cvetkovicia. Od lutego do marca 2011 pełniła jednocześnie obowiązki ministra gospodarki i rozwoju regionalnego. Od marca 2011 była sekretarzem stanu w ministerstwie kultury, informacji i społeczeństwa informacyjnego, a następnie od października 2012 do września 2013 doradczynią ds. konkurencyjności i gospodarki opartej na wiedzy w resorcie finansów. Później zrezygnowała z aktywności polityczne, zajęła się działalnością konsultingową.